# Michael Schroeder
 (juillet 2023).
La mise en forme du texte ne suit pas les recommandations de Wikipédia : il faut le « wikifier ».
Les points d'amélioration suivants sont les cas les plus fréquents. Le détail des points à revoir est peut-être précisé sur la page de discussion.
- Les titres sont pré-formatés par le logiciel. Ils ne sont ni en capitales, ni en gras.
- Le texte ne doit pas être écrit en capitales (les noms de famille non plus), ni en gras, ni en italique, ni en « petit »…
- Le gras n'est utilisé que pour surligner le titre de l'article dans l'introduction, une seule fois.
- L'italique est rarement utilisé : mots en langue étrangère, titres d'œuvres, noms de bateaux, etc.
- Les citations ne sont pas en italique mais en corps de texte normal. Elles sont entourées par des guillemets français : « et ».
- Les listes à puces sont à éviter, des paragraphes rédigés étant largement préférés. Les tableaux sont à réserver à la présentation de données structurées (résultats, etc.).
- Les appels de note de bas de page (petits chiffres en exposant, introduits par l'outil «  Source ») sont à placer entre la fin de phrase et le point final[comme ça].
- Les liens internes (vers d'autres articles de Wikipédia) sont à choisir avec parcimonie. Créez des liens vers des articles approfondissant le sujet. Les termes génériques sans rapport avec le sujet sont à éviter, ainsi que les répétitions de liens vers un même terme.
- Les liens externes sont à placer uniquement dans une section « Liens externes », à la fin de l'article. Ces liens sont à choisir avec parcimonie suivant les règles définies. Si un lien sert de source à l'article, son insertion dans le texte est à faire par les notes de bas de page.
- La présentation des références doit suivre les conventions bibliographiques. Il est recommandé d'utiliser les modèles {{Ouvrage}}, {{Chapitre}}, {{Article}}, {{Lien web}} et/ou {{Bibliographie}}. Le mode d'édition visuel peut mettre en forme automatiquement les références.
- Insérer une infobox (cadre d'informations à droite) n'est pas obligatoire pour parachever la mise en page.

Pour une aide détaillée, merci de consulter Aide:Wikification.
Si vous pensez que ces points ont été résolus, vous pouvez retirer ce bandeau et améliorer la mise en forme d'un autre article.
Michael Schroeder (né en 1945) est un informaticien américain. Ses domaines de recherche incluent la sécurité informatique, les systèmes distribués et les systèmes d'exploitation et il est peut-être mieux connu comme le co-inventeur du protocole Needham-Schroeder. En 2001, il a cofondé le laboratoire Microsoft Research Silicon Valley et a été directeur général adjoint jusqu'à la dissolution du laboratoire en 2014.

## Jeunesse et carrière
Schroeder est né en 1945 à Richland, Washington. Il a fait ses études de premier cycle à la Washington State University et est allé à l'école doctorale du MIT, obtenant son doctorat en 1972. Il est notamment a l'origine des principes de conception de Saltzer et Schroeder.
À partir de 1976, il a fait partie du corps professoral du département MIT EECS, du Xerox PARC et du DEC Systems Research Center . Au MIT, il a participé à Multics, où ses contributions comprenaient un travail fondateur sur l'architecture de sécurité pour les systèmes d'information partagés.
En 1977, Schroeder et Roger Needham ont conçu un nouveau protocole de réseau informatique (non classifié) pour un serveur d'authentification distribué utilisant un centre de distribution de clés (KDC). Cette idée a finalement conduit au schéma d'authentification Kerberos utilisé par le projet Athena du MIT.
D'autres systèmes qu'il a construits sont Grapevine (système distribué), le système de fichiers de Cedar, Topaz (OS distribué), Autonet (LAN) et Pachyderm (e-mail basé sur le Web).
En 2004, il a été nommé membre de l'Association for Computing Machinery.
En 2006, ACM SIGSAC lui a décerné le prix de l'innovation exceptionnelle "pour ses contributions techniques dans le domaine de la sécurité informatique et des communications qui ont eu un impact durable sur l'avancement ou la compréhension de la théorie et/ou du développement de systèmes commerciaux".
En 2007, le NIST/NSA lui a décerné le National Computer Systems Security Award. En 2008, ACM SIGOPS a choisi l'article Grapevine: An Exercise in Distributed Computing, dont il est co-auteur, pour un Hall of Fame Award "qui reconnaît les articles les plus influents sur les systèmes d'exploitation dans la littérature évaluée par des pairs d'au moins dix ans".

## Autres Intérêts
Il est l'un des principaux experts du peintre paysagiste américain Gilbert Munger (1837-1903), pour qui il est l'auteur d'un catalogue raisonné en ligne et d'archives de documents d'époque. Avec J. Gray Sweeney de l'Arizona State University, il a écrit le livre Gilbert Munger: Quest for Distinction (Afton Historical Society Press, 2003).